# Бајербах бај Ерголдсбах
Бајербах бај Ерголдсбах (њем. Bayerbach bei Ergoldsbach) општина је у њемачкој савезној држави Баварска. Једно је од 35 општинских средишта округа Ландсхут. Према процјени из 2010. у општини је живјело 1.740 становника. Посједује регионалну шифру (AGS) 9274119.

## Географски и демографски подаци
Бајербах бај Ерголдсбах се налази у савезној држави Баварска у округу Ландсхут. Општина се налази на надморској висини од 409 метара. Површина општине износи 25,4 km². У самом мјесту је, према процјени из 2010. године, живјело 1.740 становника. Просјечна густина становништва износи 68 становника/km².